# Contea di Buchanan (Virginia)
La contea di Buchanan (in inglese Buchanan County) è una contea dello Stato della Virginia, negli Stati Uniti. La popolazione al censimento del 2000 era di 26 978 abitanti. Il capoluogo di contea è Grundy.